# Унтермерцбах
Унтермерцбах (нім. Untermerzbach) — громада в Німеччині, розташована в землі Баварія. Підпорядковується адміністративному округу Нижня Франконія. Входить до складу району Гасберге.
Площа — 27,75 км2. Населення становить 1690 ос. (станом на 31 грудня 2020).